# Kwame Quansah
Kwame Gershion Quansah (* 24. November 1982 in Tema) ist ein ehemaliger ghanaischer Fußballspieler.
Quansah feierte sein Profidebüt am 1. April 2001 für Ajax Amsterdam im Spiel gegen NEC Nijmegen. 2002 wechselte er nach Belgien zu Germinal Beerschot Antwerpen. Ein Jahr später wechselte er nach Schweden zu AIK Solna. Im Folgejahr spielte er wieder in den Niederlanden bei Heracles Almelo, für die er die meiste Zeit seiner Karriere, gut zehn Jahre, spielte. In dieser Zeit wurde er auch in die ghanaische Fußballnationalmannschaft berufen.
Seine Karriere ließ er 2016 in China bei den Qingdao Red Lions ausklingen.